# Dagoberto Borges
Dagoberto Borges Mosceda (L'Avana, 16 gennaio 1940) è un ex schermidore cubano.

## Biografia
Ha partecipato ai Giochi della XIX Olimpiade di Città del Messico nel 1968.

## Palmarès
In carriera ha conseguito i seguenti risultati:
- Giochi Panamericani:

Winnipeg 1967: bronzo nel fioretto a squadre.